# Операция «Народ как лев»
Операция «Народ как лев» (ивр. מבצע עָם כְּלָבִיא‎, также англ. Operation Rising Lion — Операция «Восходящий лев») — 12-дневная военная кампания, проводившаяся Израилем с 13 по 25 июня 2025 года в рамках ирано-израильской войны.
Конфликт между Ираном и Израилем начался после Исламской революции (1979). Иран стал применять резкую антиизраильскую риторику, поддерживать враждебные Израилю вооружённые группировки, а также развивать ядерную и ракетную программы, которые Израиль считает угрозой. После вторжения ХАМАС в Израиль (2023) конфликт обострился, что привело к прямому обмену ударами между Ираном и Израилем в 2024 году и усилению международной озабоченности по поводу иранских ядерных разработок.
В рамках операции Израиль нанёс удары по ядерной инфраструктуре Ирана, включая объекты в Нетензе, в Исфахане, Фордо и Араке (Эраке). Наряду с этим, бомбардировкам подверглись иранские военные базы, авиация, средства ПВО, пусковые установки и ракеты «земля-земля», объекты военной промышленности и нефтегазовая инфраструктура, а также здание государственного телеканала.
Иран провёл ответную военную операцию «Правдивое обещание 3», в рамках которой обстреливал Израиль баллистическими ракетами и дронами. 
Потери Ирана составили, по различным данным, 1060—1190 убитых, включая около 30 генералов и ряд ведущих специалистов по ядерным разработкам, а также 4475—4870 раненых. Израильские потери составили 28 убитых и 3238 пострадавших. 

## Предыстория

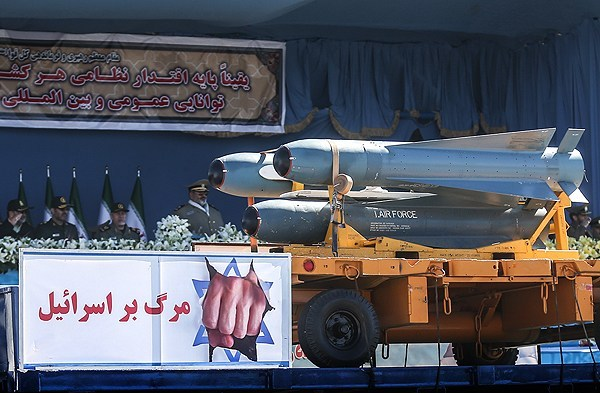
Слова «Смерть Израилю» на персидском языке, показанные на параде в Иране

Конфликт между Ираном и Израилем начался после Исламской революции 1979 года в Иране. Новое руководство Ирана заняло резко антиизраильскую позицию. Иранские официальные лица систематически заявляли о необходимости уничтожения Израиля. Основными проявлениями конфликта со стороны Ирана стали поддержка им ряда вооружённых группировок в регионе и развитие своей ядерной программы. Израиль, в свою очередь, проводил операции, направленные на срыв иранской ядерной программы и противодействие усилению проиранских сил, таких как «Хезболла».
Эскалация конфликта произошла 7 октября 2023 года, когда спонсируемая Ираном палестинская террористическая группировка ХАМАС совершила вторжение в Израиль, убив около 1200 человек и захватив 251 заложника. Иран поддержал эту атаку. По информации The Wall Street Journal, иранские власти также знали о планируемом нападении заранее и одобрили его за неделю до начала. Результатом вторжения стали множественные вооружённые столкновения между Израилем и проиранскими группировками на Ближнем Востоке.
1 апреля 2024 года Израиль нанес авиаудар по зданию иранского консульства в Дамаске, убив несколько высокопоставленных иранских офицеров, а также генерала Мохаммада Реза Захеди, стоявшего за организацией нападения 7 октября. В ответ Иран нанёс удар по Израилю ракетами и беспилотниками, что стало первой прямой атакой Ирана на Израиль с 1979 года.
Развитие иранской ядерной программы много лет вызывало подозрения в том, что она имеет военную направленность; Иран это категорически отрицал. К июню 2025 года Иран обогатил более 200 килограммов урана до 60 % чистоты, что близко к оружейному уровню и значительно превышает любые возможные гражданские цели использования урана. 12 июня 2025 года Международное агентство по атомной энергии (МАГАТЭ) заявило, что Иран не выполняет в полной мере свои обязательства по Договору о нераспространении ядерного оружия (ДНЯО) и соглашения о гарантиях с МАГАТЭ. Израиль рассматривает возможность создания Ираном ядерного оружия как неприемлемую угрозу.
За два месяца до атаки президент США Дональд Трамп в ультимативной форме дал Ирану 60 дней на «заключение сделки» по отказу от ядерной программы. Израильская операция «Народ как лев» началась на 61 день ультиматума.

## Название операции
В речи после ударов премьер-министр Израиля Биньямин Нетаньяху назвал операцию «Восходящий лев» и процитировал фразу из ветхозаветной Книги Чисел, в которой сообщается: «Вот, народ как львица встает и как лев поднимается; не ляжет, пока не съест добычи и не напьется крови убитых» (Чис. 23:24). JNS также предполагает, что название связано с возрождением символа «Лев и Солнце», бывшего символом Ирана до 1979 года и запрещённого (для изображения в общественных местах) после исламской революции в Иране.

## Операция
В ночь на 13 июня 2025 года Израиль начал масштабную военную операцию «Народ как лев», нацеленную на иранские ядерные объекты и военную инфраструктуру. Одновременно в ходе операции «Красная свадьба» был убит ряд высокопоставленных иранских военных, а в ходе операции «Нарния» — ряд ведущих иранских специалистов по ядерным разработкам.
Израиль объяснил свои действия приближением Ирана к «точке невозврата» в создании ядерного оружия, заявив, что не допустит этого. В Израиле был введён режим чрезвычайной ситуации, закрыто воздушное пространство, отменены учебные занятия и запрещены массовые собрания в связи с ожиданием ответного удара со стороны Ирана. Жителям было рекомендовано оставаться рядом с защищёнными помещениями.
Перед ударами Армия обороны Израиля посылала сообщения жителям Ирана, находящимся около военных целей, о необходимости эвакуации.

### Ядерные объекты

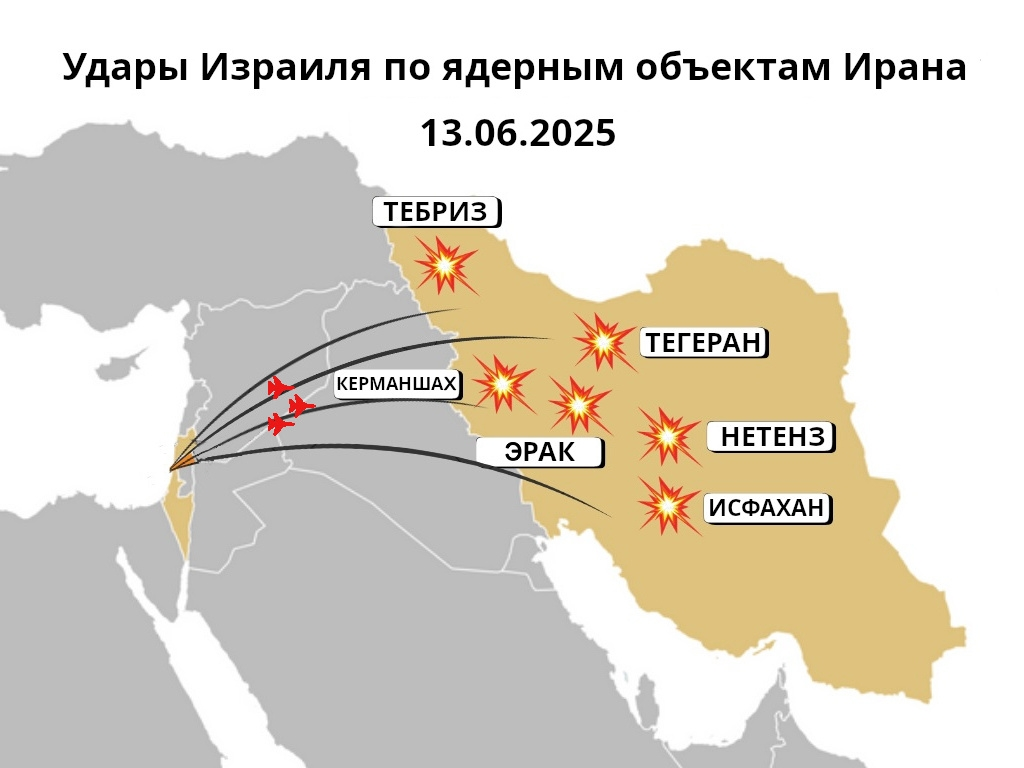
Атака израильскими ВВС ядерных объектов Ирана (13 июня 2025)

Израиль нанёс удары по ключевым элементам иранской ядерной программы. Был поражён крупнейший центр обогащения урана в Нетензе. МАГАТЭ также сообщило о повреждении четырёх «критически важных зданий» ядерного объекта в Исфахане; по израильским данным, было повреждено производство урановых центрифуг. Израилем также были нанесены удары по ядерным объекта в Фордо и Эраке. Наряду с этим, в районе Тегерана были поражены объекты, связанные с ядерной программой, производившие ключевые компоненты для ядерной инфраструктуры.

### Военные объекты
Целями израильских бомбардировок и рейдов диверсионных групп также стали военные базы, самолёты и вертолёты, средства ПВО, пусковые установки и ракеты «земля-земля», а также объекты военной промышленности, включая завод по производству сырья и компонентов для ракет, объекты ВМС Ирана, склады и арсеналы. За первые 3 дня войны было поражено около 720 иранских военных объектов. По израильским данным, была уничтожена штаб-квартира Министерства информации и национальной безопасности Ирана.

### Нефтегазовые объекты
С вечера 14 июня Израиль начал наносить удары по нефтегазовым объектам Ирана, атаковав его крупнейшее газовое месторождение Южный Парс. В ночь на 15 июня последовали удары по главному нефтехранилищу Тегерана Шахран. Также были поражены газоперерабатывающий завод «Фаджр Джам» и нефтеперерабатывающий комплекс Шахр-Рей. Иран, в свою очередь, увеличил объёмы экспорта нефти, изменив обычные логистические маршруты и приняв дополнительные меры предосторожности.

### Другие объекты

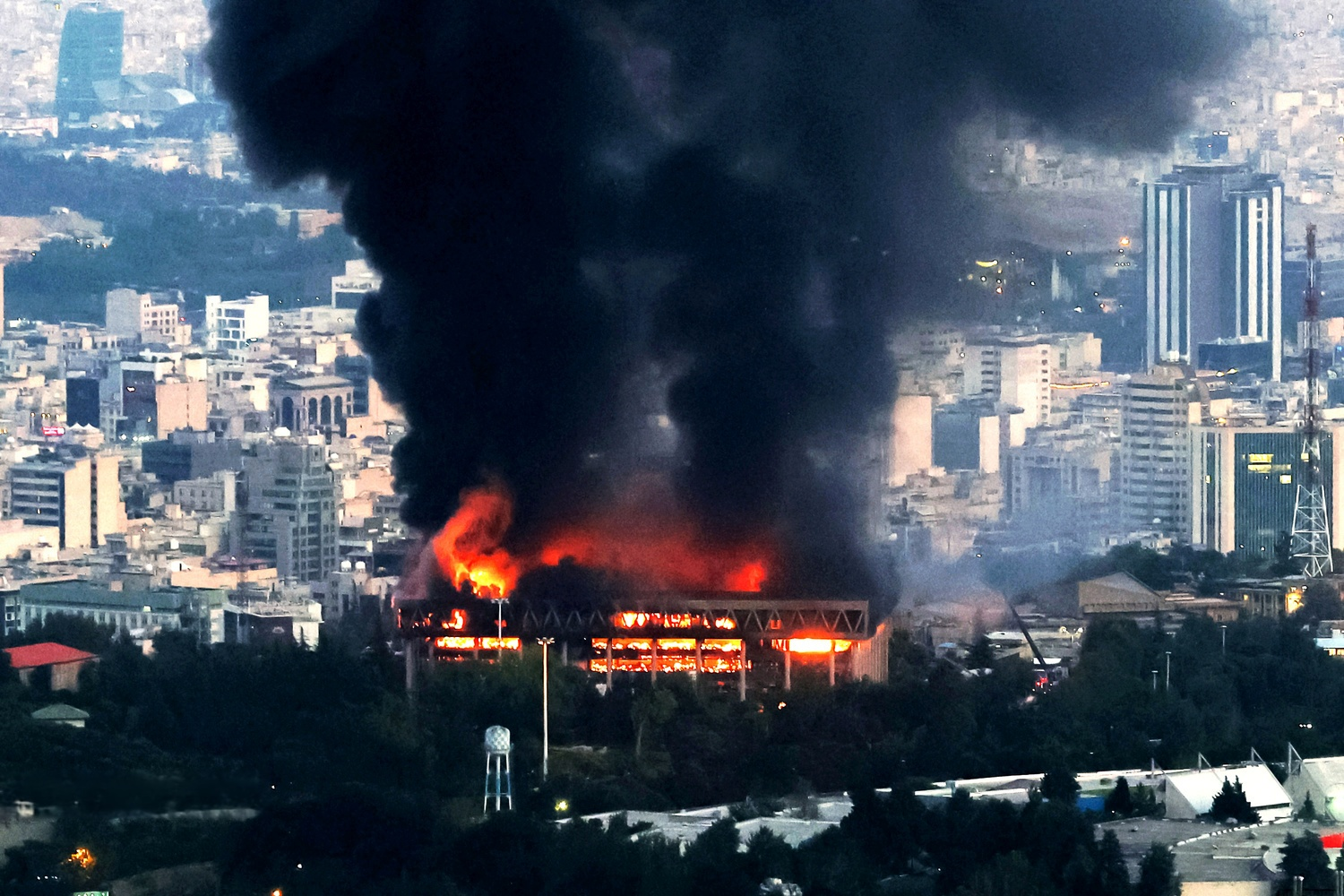
Горящий телецентр в Тегеране

Было поражено здание государственного телеканала IRIB, названного Израилем «рупором пропаганды и подстрекательства». Бомбардировке подверглись часы обратного отсчёта на Палестинской площади в Тегеране, отсчитывающие время до исчезновения Израиля «через 25 лет», анонсированного иранским лидером Али Хаменеи в 2015 году. Кроме этого, были нанесены авиаудары по воротам и административному корпусу тюрьмы «Эвин», где содержатся преимущественно политические заключённые.

## Реакция Ирана
Иран закрыл воздушное пространство. Корпус стражей исламской революции заявил, что против Израиля начинается ответная операция «Правдивое обещание 3», и пообещал удары по «десяткам военных целей и авиабаз» Израиля. Власти Ирана заявили, что нападение Израиля доказывает необходимость развития их ракетно-ядерной программы.
По городам Израиля были выпущены, по израильским данным, около 500 баллистических ракет и 1100 БПЛА. Израиль использовал для защиты от них свои многоуровневые системы ПВО и ПРО, а также авиацию, атаковавшую цели как в воздухе, так и на земле. По данным NBC News, военные корабли США также участвовали в защите Израиля от иранских ракет. Иордания и Саудовская Аравия, несмотря на осуждение ими действий Израиля, перехватывали иранские ракеты над своей территорией.
В результате иранских ударов по Израилю погибло 28 человек, и 3238 были ранены или пострадали. Десятки домов, преимущественно в центре страны, были повреждены или разрушены.

## Потери

### Иран
В результате израильских ударов по Ирану, по данным некоммерческой организации Human Rights Activists in Iran, в Иране погибло 1190 человек, и 4475 были ранены. По официальным иранским данным, в стране погибло 1060 человек; по данным иранского государственного телеканала IRIB, количество раненых составило 4870 человек.
Иран опубликовал список из почти 30 генералов, погибших в результате израильских ударов. В частности, были убиты командующий Корпусом стражей исламской революции (КСИР) Хоссейн Салами, начальник Генерального штаба Вооружённых сил Ирана генерал-майор Мохаммад Багери, а через несколько дней — его преемник Али Шадмани. По израильским данным, в ходе операции были также были убиты 14 иранских учёных-ядерщиков, в том числе бригадный генерал КСИР Ферейдун Аббаси.
Иранская государственная телерадиокомпания IRIB утверждала, что в результате удара в городке Шахид-Чамран в муниципалитете Тегеран обрушилось 14-этажное жилое здание и погибли 60 человек, в том числе 20 детей.
13 июня
- Хоссейн Салами — генерал-майор, главнокомандующий Корпусом стражей исламской революции (с 2019)[64];
- Мохаммад Багери — генерал-майор, начальник Генерального штаба Вооружённых сил (с 2016)[64];
- Амир-Али Хаджизаде — бригадный генерал, главнокомандующий Воздушно-космическими силами Корпуса стражей исламской революции (с 2009)[64];
- Голям-Али Рашид — генерал-майор, командующий Центральным штабом Хатам аль-Анбия (с 2015), заместитель начальника генерального штаба Вооружённых сил (1998—2015)[64];
- Голамреза Мехраби[англ.] — бригадный генерал, заместитель начальника разведки генерального штаба Вооружённых сил[65];
- Мехди Раббани[англ.] — бригадный генерал, заместитель начальника оперативного управления генерального штаба Вооружённых сил (с 2016)[65];
- Давуд Шейхян[перс.] — бригадный генерал, командующий силами противовоздушной обороны Воздушно-космических сил Корпуса стражей исламской революции[64];
- Ферейдун Аббаси — учёный-ядерщик, бригадный генерал КСИР, депутат Исламского консультативного совета (2020—2024), глава Организации по атомной энергии (2011—2013)[66][67];
- Мохаммад Мехди Тегеранчи — учёный-ядерщик, президент Исламского университета Азад (с 2018)[66][67];
- Ахмад Реза Золфагари Дарьяни[англ.] — учёный-ядерщик, главный редактор журнала «Ядерные технологии и энергетика»[66][67];
- Абдул Хамид Минушехр[англ.] — учёный-ядерщик, декан факультета ядерной инженерии Университета имени Шахида Бехешти, эксперт по реакторной физике[66][67];
- Акбар Матали Заде[перс.] — учёный-ядерщик, преподаватель Университета имени Шахида Бехешти, эксперт по химической инженерии[66][67];
- Амир Хасан Факих[перс.] — учёный-ядерщик, профессор Университета имени Шахида Бехешти, заместитель главы Организации по атомной энергии, эксперт по физике[66][67].

14 июня
- Саид Барджи[англ.] — учёный-ядерщик, эксперт по материаловедению и взрывчатым веществам[66][68];
- Мансур Асгари — учёный-ядерщик, эксперт по физике[66][68];
- Али Баукахи Катирими — учёный-ядерщик, эксперт по механике[66][68].

15 июня
- Мохаммад Каземи — бригадный генерал, начальник разведывательного управления Корпуса стражей исламской революции (с 2022)[69];
- Хассан Мохакек[англ.] — бригадный генерал, заместитель начальника разведывательного управления Корпуса стражей исламской революции[69];
- Мохсен Багери — бригадный генерал, заместитель начальника разведывательного управления Корпуса стражей исламской революции[69].

17 июня
- Али Шадмани — генерал-майор, командующий Центральным штабом Хатам аль-Анбия (с 2025)[70].

21 июня
- Саид Изади[англ.] — бригадный генерал, начальник палестинского подразделения Корпуса стражей исламской революции, через которое Иран финансировал, вооружал и обучал террористов ХАМАС[71];
- Бехнам Шахрияри[англ.] — начальник "подразделения 190" Корпуса стражей исламской революции, через которое Иран поставлял оружие террористическим группировкам в Палестине, Ливане, Сирии, Йемене[72].

### Израиль
В результате иранских ударов по Израилю погибло 28 человек, и 3238 были ранены или пострадали. Израиль опубликовал поимённый список погибших, включив дополнительно 29-ю жертву — женщину, умершую во время обстрела от сердечного приступа. 27 убитых в результате обстрелов — гражданские лица, и один — солдат, который находился в отпуске.

## Международная реакция

### Государства и международные союзы
Генеральный секретарь Организации Объединённых Наций (ООН) Антониу Гутерриш призвал стороны к сдержанности, предупредив о риске масштабной региональной войны.
Страны «Большой семёрки», или G7 (Великобритания, Германия, Италия, Канада, США, Франция и Япония) заявили, что Иран — «главный источник региональной нестабильности и террора», воздержавшись от прямой критики действий Израиля против Ирана.
Европейский союз (ЕС) призвал стороны к соблюдению международного права и сдержанности, и предостерегал США от вмешательства в конфликт, опасаясь его разрастания.
Россия осудила удары Израиля по Ирану, назвав их незаконными и призвав стороны к сдержанности. Она призывала США не вступать в войну.
Китай выразил глубокую обеспокоенность ударами Израиля по Ирану.
Страны с преобладающей долей мусульманского населения преимущественно осудили действия Израиля (за исключением сохранивших нейтралитет Азербайджана и Сирии).

### Экспертное сообщество
Международная комиссия юристов и некоторые другие правоведы расценили израильские удары как нарушение международного права.
Институт Либера при Вест-пойнте и ряд других экспертов, напротив, охарактеризовали действия Израиля как законный акт самообороны.

## Экономические последствия
Фондовый рынок отреагировал на начало операции падением фьючерсов. Израильский фондовый рынок 13 июня 2025 года упал на 1,5 %, но затем начал расти.
13 июня 2025 года мировые цены на нефть выросли примерно на 7 %, до 74 долларов за баррель; к 16 июня снизившись до 73 долларов.

### Комментарии
1. ↑  «Хезболла» признана террористической организацией в Австралии, Австрии, Аргентине, Великобритании, Гватемале, Германии, Гондурасе, Израиле, Канаде, Колумбии, Литве, Нидерландах, Парагвае, Сербии, Словении, США, Чехии, Швейцарии, Эстонии. Военное крыло «Хезболлы» также признано террористической организацией в Европейском союзе, Новой Зеландии, Республике Косово и Франции.
2. ↑  ХАМАС признан террористической организацией Европейским союзом, Организацией американских государств и властями Аргентины, Австралии, Великобритании, Израиля, Канады, Новой Зеландии, Парагвая, США и Японии. Его деятельность также запрещена в Иордании и Египте.